# Acqua di mare/Messaggio
Acqua di mare/Messaggio è il secondo singolo di Romina Power, pubblicato dalla casa discografica I Dischi dello Zodiaco nel 1969.
Entrambi i brani sono scritti da Albano Carrisi, Vito Pallavicini e, solo sul lato B, la stessa Power.

## Tracce

### Lato A
1. Acqua di mare

### Lato B
1. Messaggio

## Staff artistico
- Romina Power – Voce
- Detto Mariano – arr. e dir. orchestrale